# Équipe de Suisse de football en 1985
Cet article présente les résultats de l'équipe de Suisse de football lors de l'année 1985. En février et mars, elle rencontre pour la première fois l'équipe de Colombie et dispute son premier match à Sion.

## Bilan
|           | Nombre de matchs | Victoires | Défaites | Matchs nuls | Buts marqués | Buts encaissés |
| Domicile  | 5                | 1         | 0        | 4           | 5            | 3              |
| Extérieur | 6                | 1         | 2        | 3           | 5            | 11             |
| Neutre    | 1                | 0         | 1        | 0           | 0            | 1              |
| Total     | 12               | 2         | 3        | 7           | 10           | 15             |

## Matchs et résultats
| Match amical                                 | Colombie                       | 2 - 2   | Suisse                        | Nemesio Camacho El Campín, Bogota                   |                                                     |
| 1er février 1985 · Historique des rencontres | Valderrama 47e · Sarmiento 78e | (0 - 1) | 30e Hermann · 56e Schällibaum | Spectateurs : 30 000 Arbitrage : Jesús Díaz Palacio | Spectateurs : 30 000 Arbitrage : Jesús Díaz Palacio |
| 1er février 1985 · Historique des rencontres | Rapport                        |         |                               | Spectateurs : 30 000 Arbitrage : Jesús Díaz Palacio | Spectateurs : 30 000 Arbitrage : Jesús Díaz Palacio |

| Match amical                               | Bulgarie            | 1 - 0   | Suisse | Corregidora, Santiago de Querétaro                   |                                                      |
| 5 février 1985 · Historique des rencontres | Zdravkov 16e (pen.) | (1 - 0) |        | Spectateurs : 40 000 Arbitrage : Joaquin Urrea Reyes | Spectateurs : 40 000 Arbitrage : Joaquin Urrea Reyes |
| 5 février 1985 · Historique des rencontres | Rapport             |         |        | Spectateurs : 40 000 Arbitrage : Joaquin Urrea Reyes | Spectateurs : 40 000 Arbitrage : Joaquin Urrea Reyes |

| Match amical                               | Mexique    | 1 - 2   | Suisse                        | Corregidora, Santiago de Querétaro               |                                                  |
| 7 février 1985 · Historique des rencontres | Farfán 63e | (0 - 1) | 26e Geiger · 61e (pen.) Bregy | Spectateurs : 40 000 Arbitrage : Enrique Mendoza | Spectateurs : 40 000 Arbitrage : Enrique Mendoza |
| 7 février 1985 · Historique des rencontres | Rapport    |         |                               | Spectateurs : 40 000 Arbitrage : Enrique Mendoza | Spectateurs : 40 000 Arbitrage : Enrique Mendoza |

| Match amical                               | États-Unis       | 1 - 1   | Suisse      | Tampa Stadium, Tampa                         |                                              |
| 8 février 1985 · Historique des rencontres | Van der Beck 53e | (0 - 1) | 11e Hermann | Spectateurs : 3 000 Arbitrage : Marco García | Spectateurs : 3 000 Arbitrage : Marco García |
| 8 février 1985 · Historique des rencontres | Rapport          |         |             | Spectateurs : 3 000 Arbitrage : Marco García | Spectateurs : 3 000 Arbitrage : Marco García |

| Match amical                             | Suisse         | 2 - 0   | Tchécoslovaquie | Tourbillon, Sion                              |                                               |
| 27 mars 1985 · Historique des rencontres | Sulser 16e 19e | (2 - 0) |                 | Spectateurs : 6 557 Arbitrage : Claudio Pieri | Spectateurs : 6 557 Arbitrage : Claudio Pieri |
| 27 mars 1985 · Historique des rencontres | Rapport        |         |                 | Spectateurs : 6 557 Arbitrage : Claudio Pieri | Spectateurs : 6 557 Arbitrage : Claudio Pieri |

| Éliminatoires CM 1986                             | Suisse                      | 2 - 2   | Union soviétique              | Wankdorf, Berne                                   |                                                   |
| 17 avril 1985 · 20h00 · Historique des rencontres | Bregy 43e (pen.) · Egli 90e | (1 - 1) | 36e Gavrilov · 80e Demyanenko | Spectateurs : 51 000 Arbitrage : Robert Valentine | Spectateurs : 51 000 Arbitrage : Robert Valentine |
| 17 avril 1985 · 20h00 · Historique des rencontres | Rapport                     |         |                               | Spectateurs : 51 000 Arbitrage : Robert Valentine | Spectateurs : 51 000 Arbitrage : Robert Valentine |

| Éliminatoires CM 1986                  | Union soviétique                      | 4 - 0   | Suisse | Stade Central Lénine, Moscou                      |                                                   |
| 2 mai 1985 · Historique des rencontres | Protasov 17e 38e · Kondratiev 44e 45e | (3 - 0) |        | Spectateurs : 105 000 Arbitrage : Roger Schoeters | Spectateurs : 105 000 Arbitrage : Roger Schoeters |
| 2 mai 1985 · Historique des rencontres | Rapport                               |         |        | Spectateurs : 105 000 Arbitrage : Roger Schoeters | Spectateurs : 105 000 Arbitrage : Roger Schoeters |

| Éliminatoires CM 1986                   | République d'Irlande                     | 3 - 0   | Suisse | Lansdowne Road, Dublin                         |                                                |
| 2 juin 1985 · Historique des rencontres | Stapleton 8e · Grealish 33e · Sheedy 57e | (2 - 0) |        | Spectateurs : 17 300 Arbitrage : Paolo Bergamo | Spectateurs : 17 300 Arbitrage : Paolo Bergamo |
| 2 juin 1985 · Historique des rencontres | Rapport                                  |         |        | Spectateurs : 17 300 Arbitrage : Paolo Bergamo | Spectateurs : 17 300 Arbitrage : Paolo Bergamo |

| Match amical                             | Suisse  | 0 - 0 | Turquie | Espenmoos, Saint-Gall                           |                                                 |
| 28 août 1985 · Historique des rencontres |         |       |         | Spectateurs : 8 000 Arbitrage : Horst Brummeier | Spectateurs : 8 000 Arbitrage : Horst Brummeier |
| 28 août 1985 · Historique des rencontres | Rapport |       |         | Spectateurs : 8 000 Arbitrage : Horst Brummeier | Spectateurs : 8 000 Arbitrage : Horst Brummeier |

| Éliminatoires CM 1986                         | Suisse  | 0 - 0 | République d'Irlande | Wankdorf, Berne                                         |                                                         |
| 11 septembre 1985 · Historique des rencontres |         |       |                      | Spectateurs : 24 000 Arbitrage : Emilio Soriano Aladrén | Spectateurs : 24 000 Arbitrage : Emilio Soriano Aladrén |
| 11 septembre 1985 · Historique des rencontres | Rapport |       |                      | Spectateurs : 24 000 Arbitrage : Emilio Soriano Aladrén | Spectateurs : 24 000 Arbitrage : Emilio Soriano Aladrén |

| Éliminatoires CM 1986                      | Danemark | 0 - 0 | Suisse | Idrætsparken, Copenhague                      |                                               |
| 9 octobre 1985 · Historique des rencontres |          |       |        | Spectateurs : 48 000 Arbitrage : Joël Quiniou | Spectateurs : 48 000 Arbitrage : Joël Quiniou |
| 9 octobre 1985 · Historique des rencontres | Rapport  |       |        | Spectateurs : 48 000 Arbitrage : Joël Quiniou | Spectateurs : 48 000 Arbitrage : Joël Quiniou |

| Éliminatoires CM 1986                        | Suisse      | 1 - 1   | Norvège           | Allmend, Lucerne                                  |                                                   |
| 13 novembre 1985 · Historique des rencontres | Matthey 53e | (0 - 1) | 39e (pen.) Sundby | Spectateurs : 4 500 Arbitrage : Itzhak Ben Itzhak | Spectateurs : 4 500 Arbitrage : Itzhak Ben Itzhak |
| 13 novembre 1985 · Historique des rencontres | Rapport     |         |                   | Spectateurs : 4 500 Arbitrage : Itzhak Ben Itzhak | Spectateurs : 4 500 Arbitrage : Itzhak Ben Itzhak |